# أصولي (سياسة)
إن مصطلح Fundis بالإنجليزية هو اختصار لكلمة fundamentalist (أصولي). وقد اُستخدِم هذا المصطلح للإشارة إلى فصيل سياسي داخل حزب الخضر الألماني. وقد تكوّن هذا الفصيل لمجابهة الفصيل الواقعي الذي ضمه الحزب أيضًا. ويُستخدَم مصطلح «الأصوليون» في الصراعات المشابهة لذلك.

## المعنى العام
يشير الاختصار Fundi بالإنجليزية إلى أعضاء الحزب الذين كانوا يميلون إلى التفسير الأصولي لأيدولوجيتهم المشتركة (على سبيل المثال، قيم المحافظة على البيئة (أو القيم الخضراء))، على عكس الواقعية البراجماتية للفصيل الواقعي المقابل. من الأسماء الأخرى أيضًا للأصوليين الخضر: الخضر البريون أو مناصرو الإيكولوجيا العميقة. ويتبع هؤلاء الأصوليون منهجًا يدعم النباتية الصرفة، وحقوق الحيوان، وتجنب الأساليب السياسية التقليدية، مفضلين في ذلك التنظيم الشعبي اللامركزي بدلًا من نظام الحوكمة الأكثر مركزية.

## حزب الخضر الألماني
في الثمانينيات والتسعينيات من القرن العشرين، نشب صراع بين الأصوليين من ناحية والواقعيين وحزب الخضر الألماني من ناحية أخرى. ففي الوقت الذي كان يدعم فيه الواقعيون، وهم الجماعة التي أحاطت بيوشكا فيشر السياسات المعتدلة وقبول تعاون الوزارة، عارض الأصوليون هذا التعاون. وكانت جماعة الأصوليين تتألف من مناصري الإيكولوجيا العميقة والإيكولوجيين الاشتراكيين. ولم تعارض هذه الجماعة تعاون الوزارة فحسب، وإنما أيدت كذلك وجود حدود لفترات تولي المناصب.
واُستخدِم هذا المصطلح للمرة الأولى داخل حزب الخضر في ولاية هسن. ففي انتخابات الولاية عام 1982، حاز الحزب على 8% من الأصوات، ولم يحصل الحزب الديمقراطي الاجتماعي الألماني (SPD) أو الاتحاد الديمقراطي المسيحي (CDU) على أية أغلبية. وقال حزب الخضر في برنامجه الانتخابي إن هناك "تعارضًا جوهريًا" بين السياسات المناهضة للحياة وتلك المناهضة للديمقراطية في كلٍ من الحزب الديمقراطي الاجتماعي الألماني، والاتحاد الديمقراطي المسيحي، والحزب الديمقراطي الحر." ومَن رفضوا التحالف مع الحزب الديمقراطي الاجتماعي الألماني سُمُّوا بالأصوليين. ولم يعارض حزب الخضر الحكومة التي كان يمثل الحزب الديمقراطي الاجتماعي فيها الأقلية مدة ثلاثة أعوام. وفي عام 1985، دخل الحزب التحالف، الأمر الذي اعتبِر نصرًا للواقعيين. وصار يوشكا فيشر وزيرهم.
وفي العام نفسه، حقق الواقعيون نصرًا على المستوى الفيدرالي عندما تبنى مؤتمر الحزب فكرة أن حزب الخضر يمكنه «استخدام مجموعة عريضة من الإمكانات البرلمانية، بدءًا من معارضة الحكومة ذات الحزب الواحد». وفي نهاية الثمانينيات، أسس الأصوليون منتدى اليسار. وفي عام 1990، ترك عدد من الإيكولوجيين الاشتراكيين البارزين الحزب، بينما رحلت مجموعة من مناصري الإيكولوجيا العميقة أيضًا في عام 1991. وانضم بعض من هؤلاء إلى الحزب اليساري الألماني (PDS)، بينما أسس آخرون أحزابهم الخاصة.
وفي عام 1998، انضم أعضاء حزب الخضر للوزارة، الأمر الذي مثّل نصرًا أخيرًا للواقعيين. وفي السنوات التالية، تراجعت أهمية التقسيم بين الواقعيين والأصوليين.

## استخدامات أخرى
اُستخدِم هذا المصطلح أيضًا في حزب الخضر الكندي والحزب الفلمنكي، أجاليف، لوصف صراعات مشابهة لتلك الموضحة أعلاه. وفي فرنسا، أدت صراعات مشابهة أيضًا بين الأصوليين والواقعيين إلى انقسامات عديدة داخل حزب الخضر في فرنسا، ما أدى إلى ظهور أحزاب خضر عديدة.